# بينفيرراي
بلدية بني فِري أو (نقحرة: بينفيرراي) (بالإسبانية: Benferri)‏, هي بلدية تقع في مقاطعة لقنت. جنوب شرق إسبانيا. يبلغ عدد سكانها 1.439 نسمة.